# Изоанта
Изоанта (грч. isos - једнак и грч. anthos - цвет) је линија која на географској карти спаја тачке са истовременим цветањем биљака.